# 香寺町
香寺町（こうでらちょう）は、かつて兵庫県の南西部に位置した町。神崎郡に属していた。
姫路市への通勤率は36.6%・福崎町への通勤率は14.1%（いずれも平成17年国勢調査より）。2006年3月27日、姫路市に編入合併され、現在は姫路市香寺町となっている。

## 地理
自然に恵まれた緑豊かな田園都市。姫路市との市境に市川が流れている。瀬戸内海式気候に属しており、温暖である。

### 隣接していた自治体
姫路市、神崎郡福崎町、飾磨郡夢前町

## 歴史
- 1954年（昭和29年）3月31日 - 香呂村・中寺村が合併して発足。
- 2006年（平成18年）3月27日 - 姫路市に編入。同日香寺町廃止。

## 教育

### 小学校・中学校
- 香寺町立中寺小学校
- 香寺町立香呂小学校
- 香寺町立香呂南小学校
- 香寺町立香寺中学校
- 日ノ本学園中学校（休校中）

### 高等学校
- 兵庫県立香寺高等学校
- 日ノ本学園高等学校

### 短期大学
- 姫路日ノ本短期大学

## 交通

### 鉄道
- 西日本旅客鉄道
  - 播但線 香呂駅 - 溝口駅

### 道路
高速道路
中国自動車道が町域北端部をわずかに横切るものの、通過のみでインターチェンジは無い。
国道
国道312号
都道府県道
兵庫県道23号三木宍粟線
兵庫県道80号宍粟香寺線
兵庫県道81号小野香寺線
兵庫県道409号久畑香呂線
兵庫県道410号中寺北条線

## 名所・旧跡・観光スポット・祭事・催事

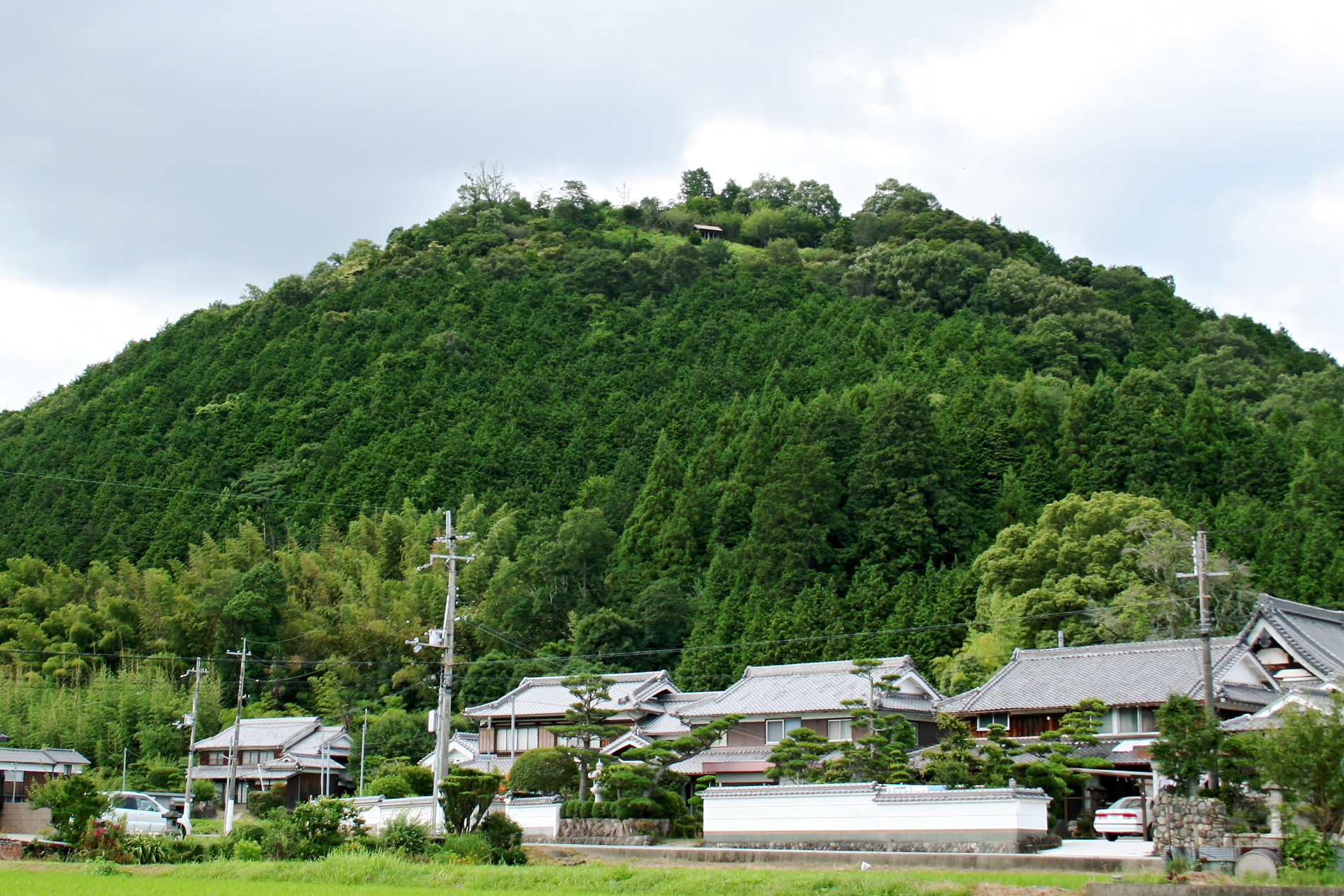
恒屋城址

名所・旧跡
- 恒屋城址（市史跡）
- 八徳山八葉寺
- 蛇穴神社
- 毘沙門天王堂
- 竹取の湯・香寺荘
- 中村温泉

文化施設
- 香寺ハーブガーデン
- 香寺民俗資料館
- 日本玩具博物館